# Alemania Occidental en los Juegos Olímpicos de Múnich 1972
Alemania Occidental estuvo representada en los Juegos Olímpicos de Múnich 1972 por un total de 423 deportistas que compitieron en 23 deportes.  
El portador de la bandera en la ceremonia de apertura fue el piragüista Detlef Lewe.

## Medallistas
El equipo olímpico alemán obtuvo las siguientes medallas:
| Nombre                                                                                                  | Deporte               | Competición                |
| --- | --------------------- | -------------------------- |
| Oro |                       |                            |
| Bernd Kannenberg                                                                                        | Atletismo             | 50 km marcha M             |
| Klaus Wolfermann                                                                                        | Atletismo             | Jabalina M                 |
| Hildegard Falck                                                                                         | Atletismo             | 800 m F                    |
| Christiane Krause Ingrid Becker Annegret Richter Heide Rosendahl                                        | Atletismo             | 4 × 100 m F                |
| Ulrike Meyfarth                                                                                         | Atletismo             | Salto de altura F          |
| Heide Rosendahl                                                                                         | Atletismo             | Salto de longitud F        |
| Dieter Kottysch                                                                                         | Boxeo                 | Súperwelter (71 kg) M      |
| Jürgen Colombo Günter Haritz Udo Hempel Günther Schumacher                                              | Ciclismo en pista     | Persecución por eqs. M     |
| Liselott Linsenhoff (Piaff)                                                                             | Hípica                | Doma ind.                  |
| Fritz Ligges (Robin) Gerhard Wiltfang (Askan) Hartwig Steenken (Simona) Hans Günter Winkler (Trophy)    | Hípica                | Saltos por eqs.            |
| Equipo                                                                                                  | Hockey sobre hierba   | Torneo M                   |
| Gerhard Auer Uwe Benter Peter Berger Alois Bierl Hans-Johann Färber                                     | Remo                  | Cuatro con timonel (M4+) M |
| Konrad Wirnhier                                                                                         | Tiro                  | Skeet M                    |
| Plata                                                                                                   |                       |                            |
| Hans Baumgartner                                                                                        | Atletismo             | Salto de longitud M        |
| Rita Wilden                                                                                             | Atletismo             | 400 m F                    |
| Heide Rosendahl                                                                                         | Atletismo             | Pentatlón F                |
| Rudolf Mang                                                                                             | Halterofilia          | +110 kg M                  |
| Liselott Linsenhoff (Piaff) Karin Schlüter-Schmidt (Liostro) Josef Neckermann (Venetia)                 | Hípica                | Doma por eqs.              |
| Klaus Glahn                                                                                             | Judo                  | +93 kg M                   |
| Hans-Jürgen Veil                                                                                        | Lucha grecorromana    | 57 kg M                    |
| Hans-Joachim Fassnacht Werner Lampe Klaus Steinbach Hans Vosseler                                       | Natación              | 4 × 200 m libre M          |
| Reinhold Kauder                                                                                         | Piragüismo en eslalon | C1 M                       |
| Wilhelm Baues Hans-Otto Schumacher                                                                      | Piragüismo en eslalon | C2 M                       |
| Gisela Grothaus                                                                                         | Piragüismo en eslalon | K1 F                       |
| Bronce                                                                                                  |                       |                            |
| Klaus Ehl Jobst Hirscht Karlheinz Klotz Gerhard Wucherer                                                | Atletismo             | 4 × 100 m M                |
| Inge Bödding Hildegard Falck Anette Rückes Rita Wilden                                                  | Atletismo             | 4 × 400 m F                |
| Peter Hussing                                                                                           | Boxeo                 | Pesado (+81 kg) M          |
| Hans Lutz                                                                                               | Ciclismo en pista     | Persecución por eqs. M     |
| Josef Neckermann (Venetia)                                                                              | Hípica                | Doma ind.                  |
| Harry Klugmann (Christopher Robert) Ludwig Gössing (Chicago) Karl Schultz (Pisco) Horst Karsten (Sioux) | Hípica                | Concurso completo por eqs. |
| Paul Barth                                                                                              | Judo                  | –93 kg M                   |
| Adolf Seger                                                                                             | Lucha libre           | 74 kg M                    |
| Werner Lampe                                                                                            | Natación              | 200 m libre M              |
| Gudrun Beckmann Heidemarie Reineck Angela Steinbach Jutta Weber                                         | Natación              | 4 × 100 m libre F          |
| Gudrun Beckmann Vreni Eberle Silke Pielen Heidemarie Reineck                                            | Natación              | 4 × 100 m estilos M        |
| Detlef Lewe                                                                                             | Piragüismo            | C1 1000 m M                |
| Magdalena Wunderlich                                                                                    | Piragüismo en eslalon | K1 F                       |
| Joachim Ehrig Peter Funnekötter Franz Held Wolfgang Plottke                                             | Remo                  | Cuatro sin timonel (M4-) M |
| Wilhelm Kuhweide Karsten Meyer                                                                          | Vela                  | Star M                     |
| Ullrich Libor Peter Naumann                                                                             | Vela                  | Flying Dutchman M          |